# 张岗村
张岗村位于河南省东南部信阳市罗山县楠杆镇，大别山北麓，淮河南岸，312国道、沪陕高速公路和宁西铁路从此经过。处于亚热带湿润区的北部边缘，属于亚热带向暖温带过度地带，适合各种植物生长。